# Adrian Tudor Geamăn Moroianu
Adrian Tudor Geaman Moroianu (n. 1 septembrie 1953) este un fost deputat român în legislatura 1996-2000, ales în județul Prahova pe listele PNL.